# Zillerstraße (Radebeul)

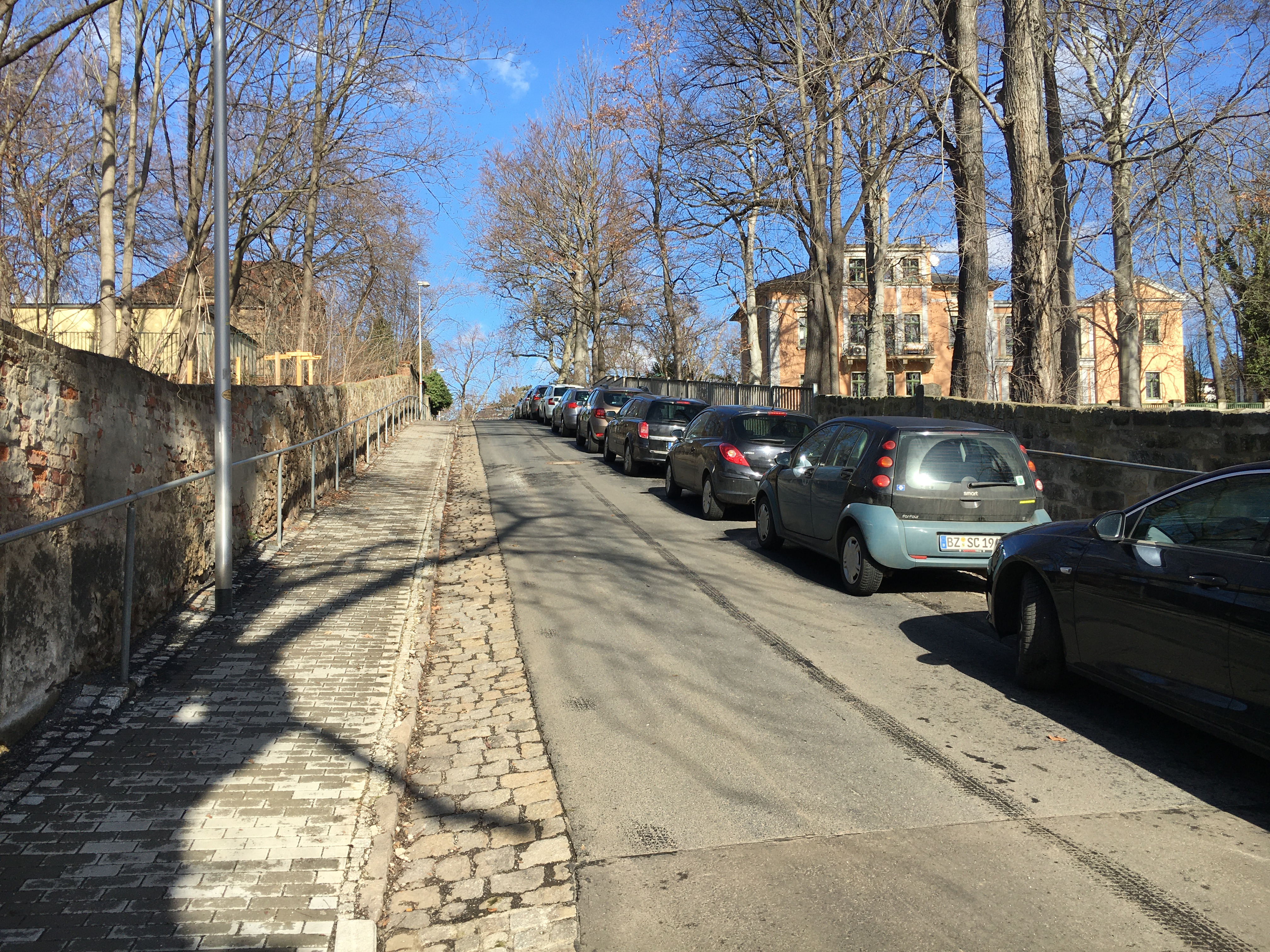
Zillerstraße: Anstieg von der Meißner Straße aus nach Norden

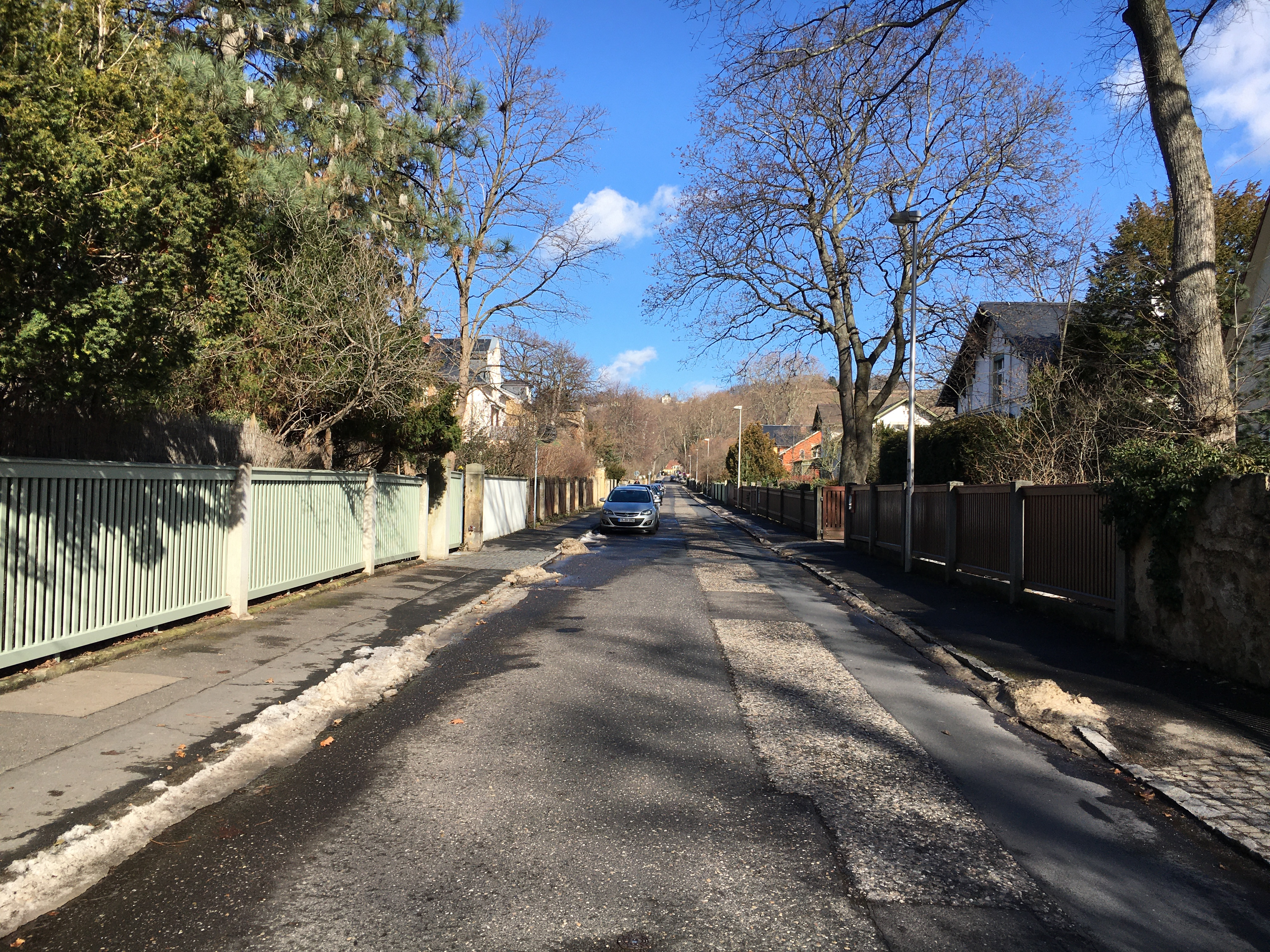
Zillerstraße von der Borstraße aus nach Norden

Die Zillerstraße ist eine Innerortsstraße im Stadtteil Niederlößnitz der sächsischen Stadt Radebeul. Die etwa 800 Meter lange Straße wurde durch die vor Ort wirkenden Baumeister Gebrüder Ziller erschlossen und 1875 nach dem älteren Bruder Moritz Ziller benannt. Um die entstehende Wohnstraße aufzuwerten, legten die Zillers etwa mittig die Platzgestaltung mit der großen Fontäne an, den Westrand des heutigen Zillerplatzes.

## Ortslage und Bebauung

Blick vom Zillerplatz nach Süden in die Zillerstraße. Links das Gotische Haus, rechts das heutige Ärztehaus Zillerstraße 13 (um 1900)

Blick von Norden auf Luisenstift und nördliche Zillerstraße. Bildmitte: Haus im Garten, unten re. an der Bahnlinie das Winzerhaus im Malerwinkel (Postkarte um 1906)

Die Zillerstraße beginnt auf der Nordseite der Meißner Straße und verläuft in nördliche Richtung, leicht nach Osten abweichend. Sie kreuzt die Borstraße, dann die am Zillerplatz anliegende Heinrich-Zille-Straße, überquert den Zillerplatz und die dahinter anliegende Winzerstraße und reicht dann über die Stosch-Sarrassani-Straße hinweg bis zur Paradiesstraße.
Die Hausbenummerung verläuft von Süd nach Nord, links sind die ungeraden Nummern. Das erste Stück zwischen Meißner Straße und Borstraße ist bis auf einen zwischengesetzten späteren Bau Nr. 1b nur mit Adressen der kreuzenden Straßen belegt: links an der Meißner Straße die Nr. 172, an der Ecke zur Borstraße die Villa Heimburg (Borstraße 15). Auf der rechten Straßenseite erstreckt sich über die gesamte Blocklänge das Anwesen mit dem Katholischen Pfarramt Radebeul (Borstraße 11), das in jüngster Zeit mit der Kirche Christus König ergänzt wurde. An der östlichen Ecke zur Heinrich-Zille-Straße, also südlich des Zillerplatzes, stand das inzwischen abgerissene Gotische Haus. Dieses wie auch die Ursprungsvilla des Katholischen Pfarramts stammte vom Vater der Zillerbrüder, dem Baumeister Christian Gottlieb Ziller.
Die eigentliche Zillerstraßen-Benummerung beginnt nördlich der Borstraße auf der Westseite mit der Zillerstraße 1/1a und verläuft dann bis zur Nr. 34 auf der Ostseite an der Paradiesstraße. Der Block links zwischen Stosch-Sarrassani-Straße und Paradiesstraße / Straße der Jugend ist mit dem Gymnasium Luisenstift bebaut. Dessen Neu- bzw. Umbau, das sogenannte Weinberghaus, wurde 2011 mit dem Bauherrenpreis der Stadt Radebeul ausgezeichnet.
Zahlreiche der dort meist von den Gebrüdern Ziller errichteten Villen stehen unter Denkmalschutz, sie finden sich in der Liste der Kulturdenkmale in Radebeul-Niederlößnitz:
- Westseite: Nr. 1, Nr. 3, Nr. 5, Villa Käthe (Nr. 7), Nr. 11, Nr. 13 (kein Denkmal), Nr. 15, Nr. 19, Nr. 21, Nr. 23.
- Ostseite: Villa Laetitia (Nr. 2), Nr. 4, Nr. 6, Landhaus Käthe (Nr. 10)

Die Zillerstraße wird im Dehio-Handbuch erwähnt: Sie ist dort ein Beispiel für die Straßenerschließung und parzellenweite Bebauung durch die in den Lößnitzortschaften wirkenden Baumeister Ziller.

## Bewohner
Der Archivar und Historiker Woldemar Lippert bewohnte die Villa Käthe.
Der Maler Alexander Kircher wohnte kurze Zeit in der Villa Zillerstraße 5.
Der Musikwissenschaftler und Bibliothekar Ewald Jammers bewohnte die Nr. 11, die damit zum Elternhaus seines Sohnes, des Juristen und Bibliothekars Antonius Jammers, wurde.